# Bretagne Classic 2024
La  Bretagne Classic 2024 (nom complet : Bretagne Classic Ouest-France 2024) est la 88e édition de cette course cycliste masculine sur route. Elle a lieu le 25 août 2024 dans le Morbihan, en France, et fait partie du calendrier UCI World Tour 2024 en catégorie 1.UWT.
La course a été remportée par Marc Hirschi (UAE Team Emirates) devant Paul Magnier (Soudal Quick-Step) et Magnus Cort Nielsen (Uno-X Mobility).

## Présentation

### Parcours
Au départ de Plouay, les coureurs parcourent 259,6 km pour un dénivelé positif de 4 250 m. Ils prennent la direction du nord dans les Côtes-d'Armor jusqu'au village de Plounéour-Ménez puis repartent vers le sud et franchissent une première fois la ligne d'arrivée à Plouay après 247,8 km avant d'accomplir une fois le circuit local de 11,8 km.
Le circuit final comporte de 3 côtes : la bosse de Rostervel - 1,5 km à 4,5% ; la bosse du Lezot - 900 m à 5,3% et la bosse de Kerscoulic - 225 m à 8,9%.

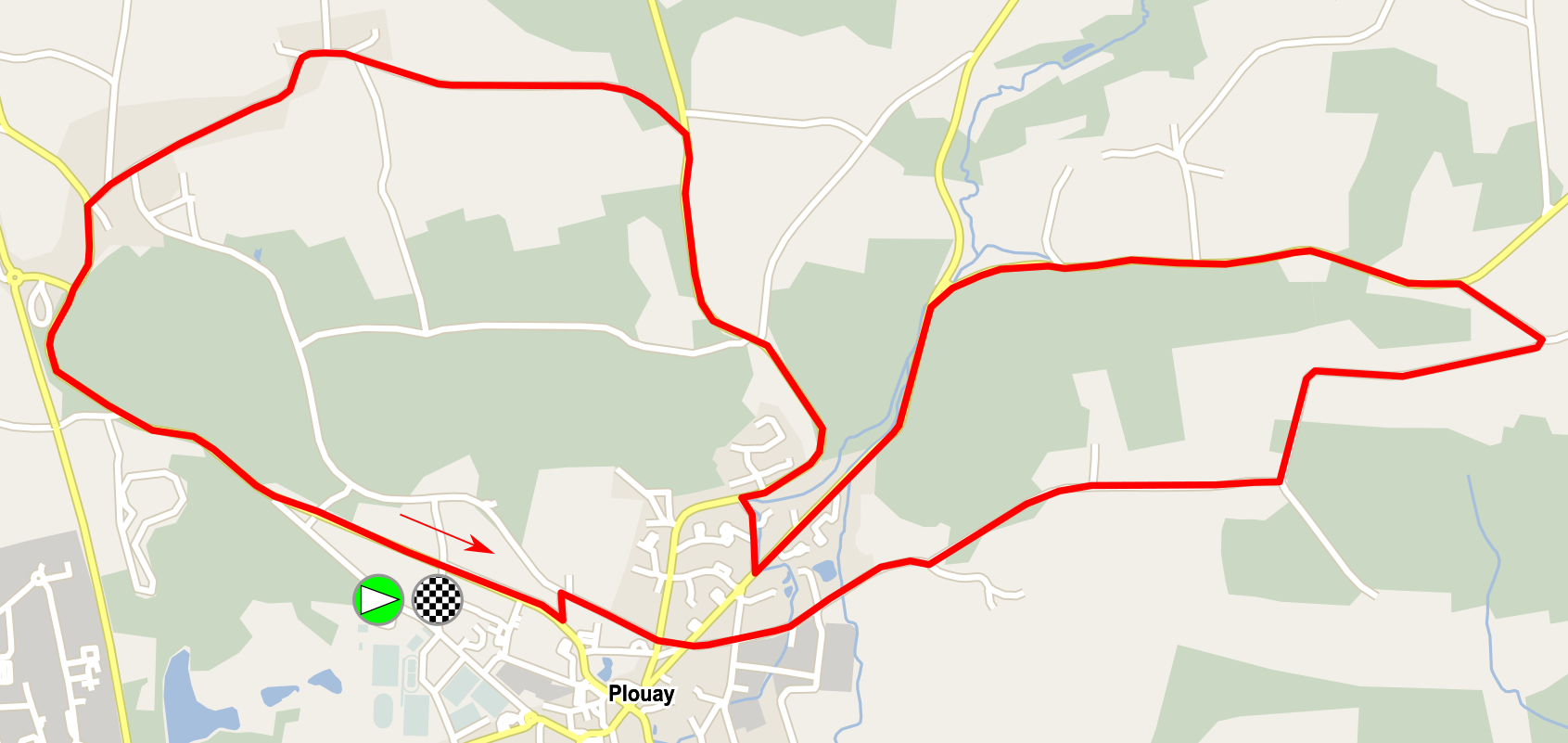

- - Circuit final, 11,8 km, parcouru une fois

### Équipes
La Bretagne Classic faisant partie du calendrier de l'UCI World Tour, les dix-huit « UCI WorldTeam » ont le devoir de participer. 
Six autres équipes de catégories "Pro Team" sont invités dont les trois meilleures équipes UCI ProTeams de la saison 2023
| WorldTeams (18)- Alpecin-Deceuninck - Arkéa-B&B Hotels - Astana Qazaqstan Team - Bahrain Victorious - Red Bull-Bora-Hansgrohe - Cofidis - Decathlon-AG2R La Mondiale - EF Education-EasyPost - Groupama-FDJ - Ineos Grenadiers - Intermarché-Wanty - Lidl-Trek - Movistar Team - Soudal Quick-Step - Team dsm-firmenich PostNL - Team Jayco AlUla - Team Visma \| Lease a Bike - UAE Team Emirates ProTeams (6)- Burgos-BH - Euskaltel-Euskadi - Israel-Premier Tech - Lotto Dstny - TotalEnergies - Uno-X Mobility |
| |

### Favoris
On retrouve au départ de la course le Belge Thibau Nys, très en forme cette saison sur les sprints difficiles. Cette classique destinée aux puncheurs/sprinteurs pourrait très bien lui convenir. Le Britannique Thomas Pidcock fait également office de favori, on le sait performant sur les courses d’un jour, comme le montre sa victoire sur l’Amstel Gold Race en début de saison. Arnaud De Lie, Maxim Van Gils, Laurence Pithie, Marc Hirschi et Neilson Powless font offices d’outsiders et peuvent poser des problèmes au vainqueur sortant Valentin Madouas qui vise un doublé sur cette course. Côté Français, une victoire est envisageable. En effet, Julian Alaphilippe, Christophe Laporte, Benoît Cosnefroy et Kévin Vauquelin sont au départ.

## Déroulement de la course
Marc Hirschi (UAE Team Emirates) remporte la course après s'être échappé en solitaire à 3,5 kilomètres de l'arrivée. Dans le sprint pour les autres places sur le podium, Paul Magnier (Soudal Quick-Step) devance Magnus Cort Nielsen (Uno-X Mobility).

## Classement de la course
| \| Classement général \| Classement général \| Classement général \| Classement général \| Classement général \| \| Coureur \| Coureur \| Pays \| Équipe \| Temps \| \| ------------------ \| ------------------- \| ------------------ \| -------------------------- \| ------------------ \| \| 1er \| Marc Hirschi \| Suisse \| UAE Team Emirates \| 6 h 09 min 35 s \| \| 2e \| Paul Magnier \| France \| Soudal Quick-Step \| + 1 s \| \| 3e \| Magnus Cort Nielsen \| Danemark \| Uno-X Mobility \| + 1 s \| \| 4e \| Arnaud De Lie \| Belgique \| Lotto Dstny \| + 1 s \| \| 5e \| Thibau Nys \| Belgique \| Lidl-Trek \| + 1 s \| \| 6e \| Dorian Godon \| France \| Decathlon-AG2R La Mondiale \| + 1 s \| \| 7e \| Michael Matthews \| Australie \| Team Jayco AlUla \| + 1 s \| \| 8e \| Thibaud Gruel \| France \| Groupama-FDJ \| + 1 s \| \| 9e \| Clément Venturini \| France \| Arkéa-B&B Hotels \| + 1 s \| \| 10e \| Hugo Page \| France \| Intermarché-Wanty \| + 1 s \| |                     |           |                            |                 |
| |                     |           |                            |                 |
| Source : ProCyclingStats |                     |           |                            |                 |
| Classement général |                     |           |                            |                 |
| Coureur | Coureur             | Pays      | Équipe                     | Temps           |
| 1er | Marc Hirschi        | Suisse    | UAE Team Emirates          | 6 h 09 min 35 s |
| 2e | Paul Magnier        | France    | Soudal Quick-Step          | + 1 s           |
| 3e | Magnus Cort Nielsen | Danemark  | Uno-X Mobility             | + 1 s           |
| 4e | Arnaud De Lie       | Belgique  | Lotto Dstny                | + 1 s           |
| 5e | Thibau Nys          | Belgique  | Lidl-Trek                  | + 1 s           |
| 6e | Dorian Godon        | France    | Decathlon-AG2R La Mondiale | + 1 s           |
| 7e | Michael Matthews    | Australie | Team Jayco AlUla           | + 1 s           |
| 8e | Thibaud Gruel       | France    | Groupama-FDJ               | + 1 s           |
| 9e | Clément Venturini   | France    | Arkéa-B&B Hotels           | + 1 s           |
| 10e | Hugo Page           | France    | Intermarché-Wanty          | + 1 s           |

## Attributions des points

### Classement UCI
La course est catégorisée de niveau 5 à l’ UCI World Tour . Les points sont attribués au Classement mondial UCI 2024 selon le barème suivant.
| Position           | 1er | 2e  | 3e  | 4e  | 5e  | 6e  | 7e  | 8e  | 9e | 10e | 11e | 12e | 13e | 14e | 15e | 16e à 20e | 21e à 30e | 31e à 50e | 51e à 55e | 56e à 60e |
| Classement général | 400 | 320 | 260 | 220 | 180 | 140 | 120 | 100 | 80 | 68  | 56  | 48  | 40  | 32  | 28  | 24        | 16        | 8         | 4         | 2         |

## Liste des participants
| Légende | Légende                                                                        | Légende | Légende                                                    |
| ------- | ------------------------------------------------------------------------------ | ------- | ---------------------------------------------------------- |
| Num     | Dossard de départ porté par le coureur sur cette Bretagne Classic Ouest France | Pos     | Position à l'arrivée de la course                          |
|         | Indique un maillot de champion national ou mondial, suivi de sa spécialité     | NP      | Indique un coureur qui n'a pas pris le départ de la course |
| AB      | Indique un coureur qui n'a pas terminé la course                               | HD      | Indique un coureur qui a terminé la course hors des délais |
| DSQ     | Indique un coureur qui a été disqualifié de la course                          |         |                                                            |

| Groupama-FDJ GFC | Groupama-FDJ GFC       | Groupama-FDJ GFC |
| ---------------- | ---------------------- | ---------------- |
| Num              | Coureur                | Pos              |
| 1                | Valentin Madouas (FRA) | 44e              |
| 2                | Laurence Pithie (NZL)  | 101e             |
| 3                | Romain Grégoire (FRA)  | 37e              |
| 4                | Samuel Watson (GBR)    | AB               |
| 5                | Olivier Le Gac (FRA)   | 91e              |
| 6                | Thibaud Gruel (FRA)    | 8e               |
| 7                | Clément Davy (FRA)     | AB               |

| TotalEnergies TEN | TotalEnergies TEN        | TotalEnergies TEN |
| ----------------- | ------------------------ | ----------------- |
| Num               | Coureur                  | Pos               |
| 11                | Mathieu Burgaudeau (FRA) | 36e               |
| 12                | Jordan Jegat (FRA)       | 86e               |
| 13                | Thomas Gachignard (FRA)  | 32e               |
| 14                | Julien Simon (FRA)       | 16e               |
| 15                | Sandy Dujardin (FRA)     | 66e               |
| 16                | Pierre Latour (FRA)      | 114e              |
| 17                | Fabien Grellier (FRA)    | 55e               |

| UAE Team Emirates UAD | UAE Team Emirates UAD     | UAE Team Emirates UAD |
| --------------------- | ------------------------- | --------------------- |
| Num                   | Coureur                   | Pos                   |
| 21                    | Marc Hirschi (SUI)        | 1er                   |
| 22                    | Diego Ulissi (ITA)        | 38e                   |
| 23                    | Felix Großschartner (AUT) | 47e                   |
| 24                    | Jan Christen (SUI)        | 28e                   |
| 25                    | Finn Fisher-Black (NZL)   | 99e                   |
| 26                    | Domen Novak (SLO) (route) | AB                    |
| 27                    | Alessandro Covi (ITA)     | 106e                  |

| Lotto Dstny LTD | Lotto Dstny LTD             | Lotto Dstny LTD |
| --------------- | --------------------------- | --------------- |
| Num             | Coureur                     | Pos             |
| 31              | Arnaud De Lie (BEL) (route) | 4e              |
| 32              | Maxim Van Gils (BEL)        | 41e             |
| 33              | Florian Vermeersch (BEL)    | 78e             |
| 34              | Jasper De Buyst (BEL)       | 96e             |
| 35              | Liam Slock (BEL)            | 102e            |
| 36              | Cédric Beullens (BEL)       | 100e            |
| 37              | Sébastien Grignard (BEL)    | 117e            |

| Team Visma \| Lease a Bike TVL | Team Visma \| Lease a Bike TVL   | Team Visma \| Lease a Bike TVL |
| ------------------------------ | -------------------------------- | ------------------------------ |
| Num                            | Coureur                          | Pos                            |
| 41                             | Christophe Laporte (FRA) (route) | AB                             |
| 42                             | Tiesj Benoot (BEL)               | 17e                            |
| 43                             | Bart Lemmen (NED)                | 75e                            |
| 44                             | Koen Bouwman (NED)               | 85e                            |
| 45                             | Mick van Dijke (NED)             | 68e                            |
| 46                             | Tosh Van der Sande (BEL)         | AB                             |
| 47                             | Julien Vermote (BEL)             | 109e                           |

| Red Bull-Bora-Hansgrohe RBH | Red Bull-Bora-Hansgrohe RBH   | Red Bull-Bora-Hansgrohe RBH |
| --------------------------- | ----------------------------- | --------------------------- |
| Num                         | Coureur                       | Pos                         |
| 51                          | Jai Hindley (AUS)             | 88e                         |
| 52                          | Maximilian Schachmann (GER)   | 40e                         |
| 53                          | Matteo Sobrero (ITA)          | 90e                         |
| 54                          | Frederik Wandahl (DEN)        | 23e                         |
| 55                          | Alexander Hajek (AUT) (route) | 20e                         |
| 56                          | Emil Herzog (GER)             | 107e                        |
| 57                          | Anton Palzer (GER)            | AB                          |

| Ineos Grenadiers IGD | Ineos Grenadiers IGD   | Ineos Grenadiers IGD |
| -------------------- | ---------------------- | -------------------- |
| Num                  | Coureur                | Pos                  |
| 61                   | Tom Pidcock (GBR)      | 51e                  |
| 62                   | Magnus Sheffield (USA) | 12e                  |
| 63                   | Tobias Foss (NOR)      | 98e                  |
| 64                   | Connor Swift (GBR)     | 95e                  |
| 65                   | Ben Turner (GBR)       | 108e                 |
| 66                   | Ben Swift (GBR)        | 92e                  |
| 67                   | Salvatore Puccio (ITA) | 113e                 |

| EF Education-EasyPost EFE | EF Education-EasyPost EFE | EF Education-EasyPost EFE |
| ------------------------- | ------------------------- | ------------------------- |
| Num                       | Coureur                   | Pos                       |
| 71                        | Neilson Powless (USA)     | 53e                       |
| 72                        | Michael Valgren (DEN)     | 43e                       |
| 73                        | Simon Carr (GBR)          | AB                        |
| 74                        | Lukas Nerurkar (GBR)      | 30e                       |
| 75                        | Mikkel Honoré (DEN)       | 13e                       |
| 76                        | Yuhi Todome (JPN)         | AB                        |
| 77                        | Jardi van der Lee (NED)   | AB                        |

| Team Jayco AlUla JAY | Team Jayco AlUla JAY          | Team Jayco AlUla JAY |
| -------------------- | ----------------------------- | -------------------- |
| Num                  | Coureur                       | Pos                  |
| 81                   | Michael Matthews (AUS)        | 7e                   |
| 82                   | Anders Foldager (DEN)         | 60e                  |
| 83                   | Luka Mezgec (SLO)             | AB                   |
| 84                   | Davide De Pretto (ITA)        | 71e                  |
| 85                   | Lucas Hamilton (AUS)          | AB                   |
| 86                   | Lawson Craddock (USA)         | AB                   |
| 87                   | Christopher Juul Jensen (DEN) | 124e                 |

| Israel-Premier Tech IPT | Israel-Premier Tech IPT  | Israel-Premier Tech IPT |
| ----------------------- | ------------------------ | ----------------------- |
| Num                     | Coureur                  | Pos                     |
| 91                      | Nick Schultz (AUS)       | 59e                     |
| 92                      | Simon Clarke (AUS)       | 111e                    |
| 93                      | Hugo Houle (CAN)         | 64e                     |
| 94                      | Krists Neilands (LAT)    | 15e                     |
| 95                      | Jake Stewart (GBR)       | 22e                     |
| 96                      | Mads Würtz Schmidt (DEN) | 14e                     |
| 97                      | Guillaume Boivin (CAN)   | 80e                     |

| Team dsm-firmenich PostNL DFP | Team dsm-firmenich PostNL DFP | Team dsm-firmenich PostNL DFP |
| ----------------------------- | ----------------------------- | ----------------------------- |
| Num                           | Coureur                       | Pos                           |
| 101                           | Warren Barguil (FRA)          | 25e                           |
| 102                           | Casper van Uden (NED)         | 94e                           |
| 103                           | John Degenkolb (GER)          | 103e                          |
| 104                           | Tobias Lund Andresen (DEN)    | 118e                          |
| 105                           | Nils Eekhoff (NED)            | 31e                           |
| 106                           | Timo Roosen (NED)             | AB                            |
| 107                           | Alexander Edmondson (AUS)     | AB                            |

| Arkéa-B&B Hotels ARK | Arkéa-B&B Hotels ARK      | Arkéa-B&B Hotels ARK |
| -------------------- | ------------------------- | -------------------- |
| Num                  | Coureur                   | Pos                  |
| 111                  | Kévin Vauquelin (FRA)     | AB                   |
| 112                  | Ewen Costiou (FRA)        | AB                   |
| 113                  | Clément Venturini (FRA)   | 9e                   |
| 114                  | Clément Champoussin (FRA) | 35e                  |
| 115                  | Louis Barré (FRA)         | 45e                  |
| 116                  | Alan Riou (FRA)           | AB                   |
| 117                  | Anthony Delaplace (FRA)   | 62e                  |

| Movistar Team MOV | Movistar Team MOV         | Movistar Team MOV |
| ----------------- | ------------------------- | ----------------- |
| Num               | Coureur                   | Pos               |
| 121               | Alex Aranburu (ESP)       | 29e               |
| 122               | Iván García Cortina (ESP) | 73e               |
| 123               | Iván Romeo (ESP)          | 77e               |
| 124               | Rémi Cavagna (FRA)        | AB                |
| 125               | Johan Jacobs (SUI)        | 89e               |
| 126               | Manlio Moro (ITA)         | AB                |
| 127               | Sergio Samitier (ESP)     | 63e               |

| Lidl-Trek LTK | Lidl-Trek LTK        | Lidl-Trek LTK |
| ------------- | -------------------- | ------------- |
| Num           | Coureur              | Pos           |
| 131           | Jasper Stuyven (BEL) | 49e           |
| 132           | Andrea Bagioli (ITA) | 39e           |
| 133           | Thibau Nys (BEL)     | 5e            |
| 134           | Edward Theuns (BEL)  | 84e           |
| 135           | Bauke Mollema (NED)  | 61e           |
| 136           | Quinn Simmons (USA)  | 74e           |
| 137           | Fabio Felline (ITA)  | AB            |

| Intermarché-Wanty IWA | Intermarché-Wanty IWA     | Intermarché-Wanty IWA |
| --------------------- | ------------------------- | --------------------- |
| Num                   | Coureur                   | Pos                   |
| 141                   | Laurenz Rex (BEL)         | 69e                   |
| 142                   | Hugo Page (FRA)           | 10e                   |
| 143                   | Francesco Busatto (ITA)   | 70e                   |
| 144                   | Dion Smith (NZL)          | AB                    |
| 145                   | Baptiste Planckaert (BEL) | 112e                  |
| 146                   | Gijs Van Hoecke (BEL)     | 116e                  |
| 147                   | Adrien Petit (FRA)        | 104e                  |

| Cofidis COF | Cofidis COF           | Cofidis COF |
| ----------- | --------------------- | ----------- |
| Num         | Coureur               | Pos         |
| 151         | Benjamin Thomas (FRA) | 27e         |
| 152         | Piet Allegaert (BEL)  | 126e        |
| 153         | Ben Hermans (BEL)     | 50e         |
| 154         | Anthony Perez (FRA)   | 42e         |
| 155         | Alexis Gougeard (FRA) | 121e        |
| 156         | Nolann Mahoudo (FRA)  | 120e        |
| 157         | Gorka Izagirre (ESP)  | 67e         |

| Decathlon-AG2R La Mondiale DAT | Decathlon-AG2R La Mondiale DAT | Decathlon-AG2R La Mondiale DAT |
| ------------------------------ | ------------------------------ | ------------------------------ |
| Num                            | Coureur                        | Pos                            |
| 161                            | Benoît Cosnefroy (FRA)         | 26e                            |
| 162                            | Paul Lapeira (FRA) (route)     | 48e                            |
| 163                            | Andrea Vendrame (ITA)          | 34e                            |
| 164                            | Dorian Godon (FRA)             | 6e                             |
| 165                            | Alex Baudin (FRA)              | 46e                            |
| 166                            | Bastien Tronchon (FRA)         | 54e                            |
| 167                            | Lawrence Warbasse (USA)        | 33e                            |

| Astana Qazaqstan Team AST | Astana Qazaqstan Team AST | Astana Qazaqstan Team AST |
| ------------------------- | ------------------------- | ------------------------- |
| Num                       | Coureur                   | Pos                       |
| 171                       | Simone Velasco (ITA)      | 11e                       |
| 173                       | Samuele Battistella (ITA) | AB                        |
| 174                       | Dmitriy Gruzdev (KAZ)     | AB                        |
| 175                       | Daniil Marukhin (KAZ)     | 127e                      |
| 176                       | Michele Gazzoli (ITA)     | AB                        |
| 177                       | Igor Chzhan (KAZ)         | AB                        |

| Soudal Quick-Step SOQ | Soudal Quick-Step SOQ    | Soudal Quick-Step SOQ |
| --------------------- | ------------------------ | --------------------- |
| Num                   | Coureur                  | Pos                   |
| 181                   | Julian Alaphilippe (FRA) | 58e                   |
| 182                   | Ilan Van Wilder (BEL)    | 56e                   |
| 183                   | Yves Lampaert (BEL)      | AB                    |
| 184                   | Paul Magnier (FRA)       | 2e                    |
| 185                   | Martin Svrček (SVK)      | 87e                   |
| 186                   | Pepijn Reinderink (NED)  | NP                    |
| 187                   | Ayco Bastiaens (BEL)     | AB                    |

| Bahrain Victorious TBV | Bahrain Victorious TBV  | Bahrain Victorious TBV |
| ---------------------- | ----------------------- | ---------------------- |
| Num                    | Coureur                 | Pos                    |
| 191                    | Pello Bilbao (ESP)      | 19e                    |
| 192                    | Edoardo Zambanini (ITA) | 18e                    |
| 193                    | Fred Wright (GBR)       | 119e                   |
| 194                    | Yukiya Arashiro (JPN)   | AB                     |
| 195                    | Nikias Arndt (GER)      | 81e                    |
| 196                    | Dušan Rajović (SRB)     | AB                     |
| 197                    | Andrea Pasqualon (ITA)  | 110e                   |

| Alpecin-Deceuninck ADC | Alpecin-Deceuninck ADC     | Alpecin-Deceuninck ADC |
| ---------------------- | -------------------------- | ---------------------- |
| Num                    | Coureur                    | Pos                    |
| 201                    | Axel Laurance (FRA)        | 76e                    |
| 202                    | Gianni Vermeersch (BEL)    | 97e                    |
| 203                    | Søren Kragh Andersen (DEN) | 21e                    |
| 204                    | Michael Gogl (AUT)         | AB                     |
| 205                    | Tobias Bayer (AUT)         | 72e                    |
| 206                    | Silvan Dillier (SUI)       | 125e                   |
| 207                    | Senne Leysen (BEL)         | 115e                   |

| Uno-X Mobility UXM | Uno-X Mobility UXM             | Uno-X Mobility UXM |
| ------------------ | ------------------------------ | ------------------ |
| Num                | Coureur                        | Pos                |
| 211                | Jonas Abrahamsen (NOR)         | 105e               |
| 212                | Søren Wærenskjold (NOR)        | AB                 |
| 213                | Rasmus Tiller (NOR)            | 93e                |
| 214                | Magnus Cort Nielsen (DEN)      | 3e                 |
| 215                | Markus Hoelgaard (NOR) (route) | 57e                |
| 216                | Fredrik Dversnes (NOR)         | 65e                |
| 217                | William Blume Levy (DEN)       | AB                 |

| Burgos-BH BBH | Burgos-BH BBH        | Burgos-BH BBH |
| ------------- | -------------------- | ------------- |
| Num           | Coureur              | Pos           |
| 221           | Ander Okamika (ESP)  | 52e           |
| 222           | Ángel Fuentes (ESP)  | 82e           |
| 223           | Clément Alleno (FRA) | 83e           |
| 224           | Antonio Angulo (ESP) | 24e           |
| 225           | Óscar Pelegrí (ESP)  | 122e          |
| 226           | Sebastián Mora (ESP) | 123e          |
| 227           | Karel Vacek (CZE)    | 128e          |

| Euskaltel-Euskadi EUS | Euskaltel-Euskadi EUS          | Euskaltel-Euskadi EUS |
| --------------------- | ------------------------------ | --------------------- |
| Num                   | Coureur                        | Pos                   |
| 231                   | Víctor de la Parte (ESP)       | AB                    |
| 232                   | Xavier Cañellas (ESP)          | 79e                   |
| 233                   | Andoni López de Abetxuko (ESP) | 129e                  |
| 234                   | Asier Etxeberria (ESP)         | AB                    |
| 235                   | Unai Cuadrado (ESP)            | AB                    |
| 236                   | Nicolás Alustiza (ESP)         | AB                    |
| 237                   | Unai Zubeldia (ESP)            | AB                    |

| Groupama-FDJ GFC | Groupama-FDJ GFC       | Groupama-FDJ GFC |
| ---------------- | ---------------------- | ---------------- |
| Num              | Coureur                | Pos              |
| 1                | Valentin Madouas (FRA) | 44e              |
| 2                | Laurence Pithie (NZL)  | 101e             |
| 3                | Romain Grégoire (FRA)  | 37e              |
| 4                | Samuel Watson (GBR)    | AB               |
| 5                | Olivier Le Gac (FRA)   | 91e              |
| 6                | Thibaud Gruel (FRA)    | 8e               |
| 7                | Clément Davy (FRA)     | AB               |

| TotalEnergies TEN | TotalEnergies TEN        | TotalEnergies TEN |
| ----------------- | ------------------------ | ----------------- |
| Num               | Coureur                  | Pos               |
| 11                | Mathieu Burgaudeau (FRA) | 36e               |
| 12                | Jordan Jegat (FRA)       | 86e               |
| 13                | Thomas Gachignard (FRA)  | 32e               |
| 14                | Julien Simon (FRA)       | 16e               |
| 15                | Sandy Dujardin (FRA)     | 66e               |
| 16                | Pierre Latour (FRA)      | 114e              |
| 17                | Fabien Grellier (FRA)    | 55e               |

| UAE Team Emirates UAD | UAE Team Emirates UAD     | UAE Team Emirates UAD |
| --------------------- | ------------------------- | --------------------- |
| Num                   | Coureur                   | Pos                   |
| 21                    | Marc Hirschi (SUI)        | 1er                   |
| 22                    | Diego Ulissi (ITA)        | 38e                   |
| 23                    | Felix Großschartner (AUT) | 47e                   |
| 24                    | Jan Christen (SUI)        | 28e                   |
| 25                    | Finn Fisher-Black (NZL)   | 99e                   |
| 26                    | Domen Novak (SLO) (route) | AB                    |
| 27                    | Alessandro Covi (ITA)     | 106e                  |

| Lotto Dstny LTD | Lotto Dstny LTD             | Lotto Dstny LTD |
| --------------- | --------------------------- | --------------- |
| Num             | Coureur                     | Pos             |
| 31              | Arnaud De Lie (BEL) (route) | 4e              |
| 32              | Maxim Van Gils (BEL)        | 41e             |
| 33              | Florian Vermeersch (BEL)    | 78e             |
| 34              | Jasper De Buyst (BEL)       | 96e             |
| 35              | Liam Slock (BEL)            | 102e            |
| 36              | Cédric Beullens (BEL)       | 100e            |
| 37              | Sébastien Grignard (BEL)    | 117e            |

| Team Visma \| Lease a Bike TVL | Team Visma \| Lease a Bike TVL   | Team Visma \| Lease a Bike TVL |
| ------------------------------ | -------------------------------- | ------------------------------ |
| Num                            | Coureur                          | Pos                            |
| 41                             | Christophe Laporte (FRA) (route) | AB                             |
| 42                             | Tiesj Benoot (BEL)               | 17e                            |
| 43                             | Bart Lemmen (NED)                | 75e                            |
| 44                             | Koen Bouwman (NED)               | 85e                            |
| 45                             | Mick van Dijke (NED)             | 68e                            |
| 46                             | Tosh Van der Sande (BEL)         | AB                             |
| 47                             | Julien Vermote (BEL)             | 109e                           |

| Red Bull-Bora-Hansgrohe RBH | Red Bull-Bora-Hansgrohe RBH   | Red Bull-Bora-Hansgrohe RBH |
| --------------------------- | ----------------------------- | --------------------------- |
| Num                         | Coureur                       | Pos                         |
| 51                          | Jai Hindley (AUS)             | 88e                         |
| 52                          | Maximilian Schachmann (GER)   | 40e                         |
| 53                          | Matteo Sobrero (ITA)          | 90e                         |
| 54                          | Frederik Wandahl (DEN)        | 23e                         |
| 55                          | Alexander Hajek (AUT) (route) | 20e                         |
| 56                          | Emil Herzog (GER)             | 107e                        |
| 57                          | Anton Palzer (GER)            | AB                          |

| Ineos Grenadiers IGD | Ineos Grenadiers IGD   | Ineos Grenadiers IGD |
| -------------------- | ---------------------- | -------------------- |
| Num                  | Coureur                | Pos                  |
| 61                   | Tom Pidcock (GBR)      | 51e                  |
| 62                   | Magnus Sheffield (USA) | 12e                  |
| 63                   | Tobias Foss (NOR)      | 98e                  |
| 64                   | Connor Swift (GBR)     | 95e                  |
| 65                   | Ben Turner (GBR)       | 108e                 |
| 66                   | Ben Swift (GBR)        | 92e                  |
| 67                   | Salvatore Puccio (ITA) | 113e                 |

| EF Education-EasyPost EFE | EF Education-EasyPost EFE | EF Education-EasyPost EFE |
| ------------------------- | ------------------------- | ------------------------- |
| Num                       | Coureur                   | Pos                       |
| 71                        | Neilson Powless (USA)     | 53e                       |
| 72                        | Michael Valgren (DEN)     | 43e                       |
| 73                        | Simon Carr (GBR)          | AB                        |
| 74                        | Lukas Nerurkar (GBR)      | 30e                       |
| 75                        | Mikkel Honoré (DEN)       | 13e                       |
| 76                        | Yuhi Todome (JPN)         | AB                        |
| 77                        | Jardi van der Lee (NED)   | AB                        |

| Team Jayco AlUla JAY | Team Jayco AlUla JAY          | Team Jayco AlUla JAY |
| -------------------- | ----------------------------- | -------------------- |
| Num                  | Coureur                       | Pos                  |
| 81                   | Michael Matthews (AUS)        | 7e                   |
| 82                   | Anders Foldager (DEN)         | 60e                  |
| 83                   | Luka Mezgec (SLO)             | AB                   |
| 84                   | Davide De Pretto (ITA)        | 71e                  |
| 85                   | Lucas Hamilton (AUS)          | AB                   |
| 86                   | Lawson Craddock (USA)         | AB                   |
| 87                   | Christopher Juul Jensen (DEN) | 124e                 |

| Israel-Premier Tech IPT | Israel-Premier Tech IPT  | Israel-Premier Tech IPT |
| ----------------------- | ------------------------ | ----------------------- |
| Num                     | Coureur                  | Pos                     |
| 91                      | Nick Schultz (AUS)       | 59e                     |
| 92                      | Simon Clarke (AUS)       | 111e                    |
| 93                      | Hugo Houle (CAN)         | 64e                     |
| 94                      | Krists Neilands (LAT)    | 15e                     |
| 95                      | Jake Stewart (GBR)       | 22e                     |
| 96                      | Mads Würtz Schmidt (DEN) | 14e                     |
| 97                      | Guillaume Boivin (CAN)   | 80e                     |

| Team dsm-firmenich PostNL DFP | Team dsm-firmenich PostNL DFP | Team dsm-firmenich PostNL DFP |
| ----------------------------- | ----------------------------- | ----------------------------- |
| Num                           | Coureur                       | Pos                           |
| 101                           | Warren Barguil (FRA)          | 25e                           |
| 102                           | Casper van Uden (NED)         | 94e                           |
| 103                           | John Degenkolb (GER)          | 103e                          |
| 104                           | Tobias Lund Andresen (DEN)    | 118e                          |
| 105                           | Nils Eekhoff (NED)            | 31e                           |
| 106                           | Timo Roosen (NED)             | AB                            |
| 107                           | Alexander Edmondson (AUS)     | AB                            |

| Arkéa-B&B Hotels ARK | Arkéa-B&B Hotels ARK      | Arkéa-B&B Hotels ARK |
| -------------------- | ------------------------- | -------------------- |
| Num                  | Coureur                   | Pos                  |
| 111                  | Kévin Vauquelin (FRA)     | AB                   |
| 112                  | Ewen Costiou (FRA)        | AB                   |
| 113                  | Clément Venturini (FRA)   | 9e                   |
| 114                  | Clément Champoussin (FRA) | 35e                  |
| 115                  | Louis Barré (FRA)         | 45e                  |
| 116                  | Alan Riou (FRA)           | AB                   |
| 117                  | Anthony Delaplace (FRA)   | 62e                  |

| Movistar Team MOV | Movistar Team MOV         | Movistar Team MOV |
| ----------------- | ------------------------- | ----------------- |
| Num               | Coureur                   | Pos               |
| 121               | Alex Aranburu (ESP)       | 29e               |
| 122               | Iván García Cortina (ESP) | 73e               |
| 123               | Iván Romeo (ESP)          | 77e               |
| 124               | Rémi Cavagna (FRA)        | AB                |
| 125               | Johan Jacobs (SUI)        | 89e               |
| 126               | Manlio Moro (ITA)         | AB                |
| 127               | Sergio Samitier (ESP)     | 63e               |

| Lidl-Trek LTK | Lidl-Trek LTK        | Lidl-Trek LTK |
| ------------- | -------------------- | ------------- |
| Num           | Coureur              | Pos           |
| 131           | Jasper Stuyven (BEL) | 49e           |
| 132           | Andrea Bagioli (ITA) | 39e           |
| 133           | Thibau Nys (BEL)     | 5e            |
| 134           | Edward Theuns (BEL)  | 84e           |
| 135           | Bauke Mollema (NED)  | 61e           |
| 136           | Quinn Simmons (USA)  | 74e           |
| 137           | Fabio Felline (ITA)  | AB            |

| Intermarché-Wanty IWA | Intermarché-Wanty IWA     | Intermarché-Wanty IWA |
| --------------------- | ------------------------- | --------------------- |
| Num                   | Coureur                   | Pos                   |
| 141                   | Laurenz Rex (BEL)         | 69e                   |
| 142                   | Hugo Page (FRA)           | 10e                   |
| 143                   | Francesco Busatto (ITA)   | 70e                   |
| 144                   | Dion Smith (NZL)          | AB                    |
| 145                   | Baptiste Planckaert (BEL) | 112e                  |
| 146                   | Gijs Van Hoecke (BEL)     | 116e                  |
| 147                   | Adrien Petit (FRA)        | 104e                  |

| Cofidis COF | Cofidis COF           | Cofidis COF |
| ----------- | --------------------- | ----------- |
| Num         | Coureur               | Pos         |
| 151         | Benjamin Thomas (FRA) | 27e         |
| 152         | Piet Allegaert (BEL)  | 126e        |
| 153         | Ben Hermans (BEL)     | 50e         |
| 154         | Anthony Perez (FRA)   | 42e         |
| 155         | Alexis Gougeard (FRA) | 121e        |
| 156         | Nolann Mahoudo (FRA)  | 120e        |
| 157         | Gorka Izagirre (ESP)  | 67e         |

| Decathlon-AG2R La Mondiale DAT | Decathlon-AG2R La Mondiale DAT | Decathlon-AG2R La Mondiale DAT |
| ------------------------------ | ------------------------------ | ------------------------------ |
| Num                            | Coureur                        | Pos                            |
| 161                            | Benoît Cosnefroy (FRA)         | 26e                            |
| 162                            | Paul Lapeira (FRA) (route)     | 48e                            |
| 163                            | Andrea Vendrame (ITA)          | 34e                            |
| 164                            | Dorian Godon (FRA)             | 6e                             |
| 165                            | Alex Baudin (FRA)              | 46e                            |
| 166                            | Bastien Tronchon (FRA)         | 54e                            |
| 167                            | Lawrence Warbasse (USA)        | 33e                            |

| Astana Qazaqstan Team AST | Astana Qazaqstan Team AST | Astana Qazaqstan Team AST |
| ------------------------- | ------------------------- | ------------------------- |
| Num                       | Coureur                   | Pos                       |
| 171                       | Simone Velasco (ITA)      | 11e                       |
| 173                       | Samuele Battistella (ITA) | AB                        |
| 174                       | Dmitriy Gruzdev (KAZ)     | AB                        |
| 175                       | Daniil Marukhin (KAZ)     | 127e                      |
| 176                       | Michele Gazzoli (ITA)     | AB                        |
| 177                       | Igor Chzhan (KAZ)         | AB                        |

| Soudal Quick-Step SOQ | Soudal Quick-Step SOQ    | Soudal Quick-Step SOQ |
| --------------------- | ------------------------ | --------------------- |
| Num                   | Coureur                  | Pos                   |
| 181                   | Julian Alaphilippe (FRA) | 58e                   |
| 182                   | Ilan Van Wilder (BEL)    | 56e                   |
| 183                   | Yves Lampaert (BEL)      | AB                    |
| 184                   | Paul Magnier (FRA)       | 2e                    |
| 185                   | Martin Svrček (SVK)      | 87e                   |
| 186                   | Pepijn Reinderink (NED)  | NP                    |
| 187                   | Ayco Bastiaens (BEL)     | AB                    |

| Bahrain Victorious TBV | Bahrain Victorious TBV  | Bahrain Victorious TBV |
| ---------------------- | ----------------------- | ---------------------- |
| Num                    | Coureur                 | Pos                    |
| 191                    | Pello Bilbao (ESP)      | 19e                    |
| 192                    | Edoardo Zambanini (ITA) | 18e                    |
| 193                    | Fred Wright (GBR)       | 119e                   |
| 194                    | Yukiya Arashiro (JPN)   | AB                     |
| 195                    | Nikias Arndt (GER)      | 81e                    |
| 196                    | Dušan Rajović (SRB)     | AB                     |
| 197                    | Andrea Pasqualon (ITA)  | 110e                   |

| Alpecin-Deceuninck ADC | Alpecin-Deceuninck ADC     | Alpecin-Deceuninck ADC |
| ---------------------- | -------------------------- | ---------------------- |
| Num                    | Coureur                    | Pos                    |
| 201                    | Axel Laurance (FRA)        | 76e                    |
| 202                    | Gianni Vermeersch (BEL)    | 97e                    |
| 203                    | Søren Kragh Andersen (DEN) | 21e                    |
| 204                    | Michael Gogl (AUT)         | AB                     |
| 205                    | Tobias Bayer (AUT)         | 72e                    |
| 206                    | Silvan Dillier (SUI)       | 125e                   |
| 207                    | Senne Leysen (BEL)         | 115e                   |

| Uno-X Mobility UXM | Uno-X Mobility UXM             | Uno-X Mobility UXM |
| ------------------ | ------------------------------ | ------------------ |
| Num                | Coureur                        | Pos                |
| 211                | Jonas Abrahamsen (NOR)         | 105e               |
| 212                | Søren Wærenskjold (NOR)        | AB                 |
| 213                | Rasmus Tiller (NOR)            | 93e                |
| 214                | Magnus Cort Nielsen (DEN)      | 3e                 |
| 215                | Markus Hoelgaard (NOR) (route) | 57e                |
| 216                | Fredrik Dversnes (NOR)         | 65e                |
| 217                | William Blume Levy (DEN)       | AB                 |

| Burgos-BH BBH | Burgos-BH BBH        | Burgos-BH BBH |
| ------------- | -------------------- | ------------- |
| Num           | Coureur              | Pos           |
| 221           | Ander Okamika (ESP)  | 52e           |
| 222           | Ángel Fuentes (ESP)  | 82e           |
| 223           | Clément Alleno (FRA) | 83e           |
| 224           | Antonio Angulo (ESP) | 24e           |
| 225           | Óscar Pelegrí (ESP)  | 122e          |
| 226           | Sebastián Mora (ESP) | 123e          |
| 227           | Karel Vacek (CZE)    | 128e          |

| Euskaltel-Euskadi EUS | Euskaltel-Euskadi EUS          | Euskaltel-Euskadi EUS |
| --------------------- | ------------------------------ | --------------------- |
| Num                   | Coureur                        | Pos                   |
| 231                   | Víctor de la Parte (ESP)       | AB                    |
| 232                   | Xavier Cañellas (ESP)          | 79e                   |
| 233                   | Andoni López de Abetxuko (ESP) | 129e                  |
| 234                   | Asier Etxeberria (ESP)         | AB                    |
| 235                   | Unai Cuadrado (ESP)            | AB                    |
| 236                   | Nicolás Alustiza (ESP)         | AB                    |
| 237                   | Unai Zubeldia (ESP)            | AB                    |